# Котовский сельсовет (Пристенский район)
Котовский сельсовет — муниципальное образование со статусом сельского поселения в Пристенском районе Курской области Российской Федерации.
Административный центр — село Котово.

## История
Статус и границы сельсовета установлены Законом Курской области от 21 октября 2004 года № 48-ЗКО «О муниципальных образованиях Курской области».
Законом Курской области от 26 апреля 2010 года № 26-ЗКО в состав сельсовета включены населённые пункты упразднённых Большекрюковского и Пселецкого сельсоветов.

## Население
| 2002  | 2010  | 2012  | 2013  | 2014  | 2015  | 2016  |
| ----- | ----- | ----- | ----- | ----- | ----- | ----- |
| 740   | ↗1333 | ↘1274 | ↘1214 | ↘1159 | ↘1139 | ↘1127 |
| 2017  | 2018  | 2019  | 2020  | 2021  |       |       |
| ↗1140 | ↘1138 | ↘1093 | ↘1049 | ↘1010 |       |       |

## Состав сельского поселения
| №  | Населённый пункт | Тип населённого пункта       | Население |
| -- | ---------------- | ---------------------------- | --------- |
| 1  | Большие Крюки    | село                         | ↘147      |
| 2  | Буковище         | хутор                        | ↘2        |
| 3  | Верхнее Котово   | деревня                      | ↘126      |
| 4  | Казначеевский    | хутор                        | ↘23       |
| 5  | Котово           | село, административный центр | ↘124      |
| 6  | Красниково       | село                         | ↘126      |
| 7  | Машкин           | хутор                        | ↗169      |
| 8  | Переезд          | хутор                        | ↘27       |
| 9  | Пселец           | село                         | ↘492      |
| 10 | Чибисовка        | хутор                        | ↘10       |
| 11 | Яковлевка        | деревня                      | ↘87       |